# Maciej Wróbel
Maciej Stanisław Wróbel (ur. 16 października 1983 w Giżycku) – polski dziennikarz, prezenter telewizyjny, samorządowiec i polityk, poseł na Sejm X kadencji (od 2023), sekretarz stanu w Ministerstwie Kultury i Dziedzictwa Narodowego (od 2025).

## Życiorys
Absolwent Szkoły Podstawowej nr 4 w Giżycku oraz I Liceum Ogólnokształcącego im. Wojciecha Kętrzyńskiego w tym samym mieście. Ukończył studia z zakresu pedagogiki w Wyższej Szkole Pedagogicznej w Warszawie (magisterium uzyskał w 2009), specjalizował się w edukacji medialnej. Jako dziennikarz współpracował z Radiem Kormoran, Radiem Wawa i Polskim Radiem Olsztyn, pisał dla „Gazety Giżyckiej”. W latach 2006–2016 pracował w Telewizji Polskiej. Był reporterem w TVP3 Olsztyn, a później reporterem Wiadomości. Prowadził programy To jest temat i Okno na Polskę w TVP Info oraz Polska non stop w TVP1. Od 2009 kierował programem Informacje w TVP3 Olsztyn. W 2017 założył telewizję ReTV, pracował też w stacji Nowa TV, w której współprowadził program 24 godziny online.pl. Objął kierownicze stanowisko w przedsiębiorstwie zajmującym się działalnością marketingową i doradczą.
W wyborach samorządowych w 2018 z ramienia Obywatelskiej Koalicji Giżycko bezskutecznie ubiegał się o urząd burmistrza Giżycka (otrzymał 24,3% głosów w I turze). W grudniu tego samego roku objął stanowisko wiceburmistrza Kętrzyna, które zajmował do maja 2023. W tym samym miesiącu powołany na wicedyrektora Wojewódzkiego Ośrodka Ruchu Drogowego w Olsztynie.
W 2022 wstąpił do Platformy Obywatelskiej. W wyborach parlamentarnych w 2023 kandydował z ostatniego miejsca listy Koalicji Obywatelskiej w okręgu olsztyńskim. Uzyskał mandat posła X kadencji, zdobywając 9837 głosów. W styczniu 2025 powołany na stanowisko sekretarza stanu w Ministerstwie Kultury i Dziedzictwa Narodowego.